# Luigi Piccardo
Mons. Luigi Piccardo (7. září 1845, Varazze – 2. prosince 1917, Damašek) byl italský katolický kněz, který byl generálním vikářem a pomocným biskupem v Latinském patriarchátu jeruzalémském.

## Stručný životopis
Pocházel z města Varazze, na kněze byl vysvěcen v roce 1870 a krátce poté se vypravil do Palestiny a stal se knězem Latinského patriarchátu jeruzalémského. Vystřídal různá farářská místa (Jifna, Taybeh, Shefamar, Salt). Roku 1895 se stal kanovníkem při bazilice Božího hrobu a farářem v Bejt Džalá. Roku 1902 byl jmenován titulárním biskupem kafarnaumským a pomocným biskupem v Latinském patriarchátu jeruzalémském. Svěcení přijal v konkatedrále patriarchátu z rukou patriarchy Piaviho, jemuž asistovali maronitský arcibiskup Estephan Auad a Kustod Svaté země Frediano Giannini. 18. listopadu 1917 byl zajat Turky, i přesto, že byl velmi nemocný, a deportován do Damašku. Dva dny po svém příchodu zemřel a je pohřben v kryptě farního kostela v Damašku.